# Nordbayerischer Kurier

Logo der Website

Der Nordbayerische Kurier ist eine Tageszeitung, die in Stadt und Landkreis Bayreuth erscheint. Sie erzielt mit mehreren Lokalausgaben eine verkaufte Auflage von 21.187 Exemplaren, ein Minus von 50,1 Prozent seit 1998.

## Geschichte
Gegründet wurde die Zeitung am 2. Januar 1968. Damals fusionierten das Bayreuther Tagblatt und die Fränkische Presse zum Nordbayerischen Kurier. Die Herausgeber sind Wolfgang Ellwanger und (seit 1982) Laurent Fischer (geboren 1948 in Bayreuth als Sohn des Chefredakteurs Walter Fischer), deren Väter bereits an der Herstellung der Vorläuferzeitungen beteiligt waren. Am Verlag des Nordbayerischen Kuriers ist die Familie Ellwanger zu 37,5 Prozent beteiligt, 62,5 Prozent halten die Erben von Julius Steeger und Walter Fischer, welche die Fränkische Presse 1945 als Lizenzzeitung gegründet hatten. Die Nordbayerischer Kurier GmbH & Co. Zeitungsverlag KG gehört zu 62,5 % der Druckhaus Bayreuth Verlagsgesellschaft mbH, an der mit 47,5 % die der SPD gehörende Deutsche Druck- und Verlagsgesellschaft mbH (DDVG) beteiligt ist. Laurent Fischer war 1982 auch Geschäftsführer der Druckhaus Bayreuth GmbH.
Im Mai 1990 folgten mehr als 30 Journalisten des Nordbayerischen Kuriers und des Rings Nordbayerischer Tageszeitungen (RNT) einem Streikaufruf der IG Medien und des Deutschen Journalisten-Verbands. Der sieben Tage währende Arbeitskampf, während dessen der redaktionelle Teil der Zeitung nur in reduziertem Umfang erscheinen konnte, ging als bis dahin längster der Nachkriegszeit in die Bayreuther Geschichte ein.
Anfang April 2016 teilte der Verlag mit, die Familie Ellwanger verkaufe ihren Anteil an die Druckhaus Bayreuth Verlagsgesellschaft mbH, die damit alleiniger Gesellschafter würde. Wegen des laufenden Kartellverfahrens äußerte sich Wolfgang Ellwanger, der zum 1. April 2016 als Verleger und Mitherausgeber ausschied, hierzu zunächst nicht. Am 23. Juni 2016 teilte der Nordbayerische Kurier in eigener Sache mit, vorbehaltlich der Genehmigung durch das Bundeskartellamt übernehme die Frankenpost die Anteile der DDVG. Damit hielte die Frankenpost künftig 65 Prozent der Anteile am Nordbayerischen Kurier, den Rest bliebe bei Laurent Fischer. Eine enge Zusammenarbeit der beiden Zeitungen sei vorgesehen.
Vom 1. März 2011 bis Ende Januar 2016 war Joachim Braun Chefredakteur des Nordbayerischen Kuriers. Zum 1. Februar 2016 wechselte er zur Frankfurter Neuen Presse, seine Nachfolgerin wurde Christina Knorz. Am 1. März 2018 übernahm Torsten Geiling das Amt des Chefredakteurs, von dem sich der Nordbayerische Kurier Anfang September jenes Jahres wieder trennte. Stellvertretender Chefredakteur ist Otto Lapp. Vom 1. Januar 2020 bis zum 31. Oktober 2024 übte Marcel Auermann das Amt des Gesamtchefredakteurs aus.
Im November 2018 wurde mitgeteilt, dass der Nordbayerische Kurier den Druckbetrieb in Bayreuth zum 30. April 2019 einstelle. Ab Mai 2019 werde die Zeitung im Druckzentrum Hof gedruckt.

## Bezug überregionaler Inhalte
Die Mantelseiten bezog der Nordbayerische Kurier bis Ende 2012 vom Ring Nordbayerischer Tageszeitungen (RNT) mit Sitz in Bayreuth. Nach dem Verkauf des Obermain-Tagblatts in Lichtenfels, Mitgesellschafter des RNT, an die zur Mediengruppe Pressedruck (Augsburger Allgemeine) gehörende Main-Post Würzburg wurde der RNT komplett in die Kurier-Redaktion integriert. Seit 2009 gibt es einen Dienstleistungsvertrag mit der Main-Post. Der Nordbayerische Kurier hat Zugriff auf deren überregionales Material.

## Anzeigenblätter
Der Blickpunkt am Wochenende des Nordbayerischen Kuriers wird jeden Samstag an die so genannten Nichtleserhaushalte, die Haushalte, die den Nordbayerischen Kurier nicht abonniert haben, in einer Auflage von 47.000 verteilt.
Mitte 2007 wurde die Neue Bayreuther Anzeigenblatt Verlags GmbH, die das Anzeigenblatt Bayreuther/Pegnitzer Anzeiger herausbrachte, vom Nordbayerischen Kurier übernommen. Nach einem Komplettrelaunch erscheint das Anzeigenblatt seit 15. Oktober 2008 unter dem Namen FZ Fränkische Zeitung in einer Auflage von rund 95.600 Exemplaren. Die mit dem Anzeigenblatt verbundene Verteilorganisation VSO – Verteil-Service-Oberfranken übernimmt neben der Verteilung der FZ Haushaltsdirektzustellungen an nahezu 700.000 Haushalte wöchentlich in ganz Oberfranken und der nördlichen Oberpfalz.
Von Oktober 2009 bis Dezember 2012 erschien die kostenlose Sonntagszeitung Sonntag in Franken, die von der Neuen Bayreuther Anzeigenblatt Verlags GmbH herausgegeben wurde. Sie wurde an alle erreichbaren Haushalte in Stadt und Landkreis Bayreuth, im Fichtelgebirge, in der Fränkischen Schweiz und im südlichen Landkreis Kulmbach in einer Auflage von 95.000 Exemplaren verteilt.

## Weitere Aktivitäten
Seit Mai 2003 gibt es die Kurier-Card – die Einkaufs-, Vorteils- und Clubkarte für Abonnenten des Nordbayerischen Kuriers. Mit dieser Karte bekommen die Abonnenten Rabatte beim lokalen Einzelhandel und Dienstleistern und genießen Vorteile bei verschiedensten Veranstaltungen und Events.
Vor über 20 Jahren gründete der Nordbayerische Kurier das Hilfswerk Menschen in Not, das Ende 2007 in eine Stiftung umgewandelt wurde. Das Hilfswerk dient ausschließlich der Wohltätigkeit. Die Spenden kommen unverschuldet in Not geratenen Mitbürgern zugute, die in Bayreuth oder in einer Gemeinde des Landkreises leben.

## Auflage
Der Nordbayerische Kurier hat wie die meisten deutschen Tageszeitungen in den vergangenen Jahren an Auflage eingebüßt. Die verkaufte Auflage ist in den vergangenen 10 Jahren um durchschnittlich 4,3 % pro Jahr gesunken. Im vergangenen Jahr hat sie um 8 % abgenommen. Sie beträgt gegenwärtig 21.187 Exemplare. Der Anteil der Abonnements an der verkauften Auflage liegt bei 90,8 Prozent.